# Большой электрон-позитронный коллайдер
Большо́й электрон-позитро́нный колла́йдер (LEP англ. Large Electron-Positron collider) — ускоритель заряженных частиц в международном научно-исследовательском центре CERN.

## История
В начале 1980-х годов был предложен проект ускорителя, осуществляющего столкновения электронов и их античастиц — позитронов, — Большого электрон-позитронного коллайдера (LEP). Осенью 1983 года началось строительство ускорителя. В долине Женевского озера на глубине ста метров был вырыт кольцевой туннель общей длиной 27 километров. Качество подземных работ было столь высоким, что, когда в 1988 году два конца туннеля соединились, расхождение между ними составило всего один сантиметр. В точках пересечения встречных пучков ускорителя были построены четыре экспериментальные установки, каждая из которых состояла из большого числа детекторов частиц.
Ускоритель неоднократно перестраивался для достижения все больших энергий частиц. К концу 2000 года на нём была достигнута энергия в 209 ГэВ (на каждый из встречных пучков приходится лишь половина этой энергии), и в этом же году эксперименты были завершены, а сам ускоритель демонтирован. В настоящее время в этом же туннеле размещен новый ускоритель — Большой адронный коллайдер (БАК).

## Результаты работы ускорителя

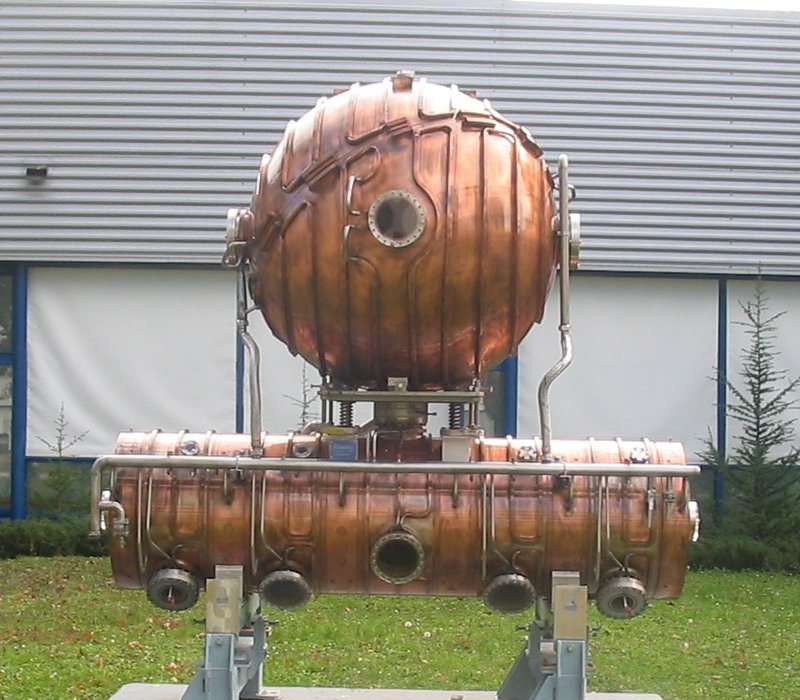
Электромагнитный резонатор, ныне являющийся экспонатом музея CERN

LEP за одиннадцать лет работы подарил физикам много интересных результатов, самые важные из которых — всестороннее изучение W и Z бозонов. Современные представления о природе этого типа взаимодействия сложились именно под влиянием результатов работы ускорителя LEP. Эксперименты на LEP позволили показать, что слабое и электромагнитное взаимодействия имеют сходную природу и могут быть объединены в рамках одного взаимодействия — электрослабого.

## Перспективы
Хотя коллайдер был остановлен и демонтирован в ноябре 2000 года чтобы освободить тоннель для спроектированного LHC, после обнаружения бозона Хиггса на энергии 126 ГэВ возникли идеи построить так называемую фабрику Хиггс-бозонов для массового их рождения и детального изучения свойств. Поскольку теперь понятно, что LEP не дотянул по энергии 10-15 % для рождения бозонов Хиггса, один из рассматриваемых вариантов — возродить электрон-позитронный ускоритель в том же туннеле, после окончания физической программы LHC (проект получил название LEP3). Предлагается поднять суммарную энергию до 240 ГэВ, что позволит рождать десятки тысяч хиггсовских бозонов в год в канале e+e- → ZH. Мощность синхротронного излучения электронов, циркулирующих в ускорителе, при этом достигнет 100 МВт, что хоть и находится в пределах разумных значений, но предъявляет новые серьёзные требования к аппаратуре. Кроме того, из-за малого времени жизни пучков (заметно меньше часа) придётся перейти к режиму инжекции пучков с накоплением, когда новые порции частиц добавляются к уже циркулирующим в коллайдере сгусткам (а не заменяют их).

## Строительство и эксплуатация
В ходе настройки ускорителя учёные установили зависимость энергии разгоняемых частиц от ряда неожиданных факторов: положения Луны, уровня воды в Женевском озере, прибытия поездов на вокзал в Женеве. Такую зависимость они связали с деформациями кольца ускорителя, вызываемыми этими факторами.